# سیارک ۱۷۳۱۰۸
سیارک ۱۷۳۱۰۸ (به انگلیسی: 173108 Ingola، نامگذاری:6240P-L) صد و هفتاد و سه هزار و صد و هشتمین سیارک کشف شده‌است که در ۲۴ سپتامبر ۱۹۶۰ کشف شد.